# Rebelia majorella
Rebelia majorella är en fjärilsart som beskrevs av Hans Rebel 1910. Rebelia majorella ingår i släktet Rebelia och familjen säckspinnare. Inga underarter finns listade.